# Exalaria
Exalaria es un género monotípico de orquídeas de hábitos terrestres. Su única especie, Exalaria parviflora (C.Presl) Garay & G.A.Romero., es originaria de Venezuela y oeste de Sudamérica.

## Descripción
Es una orquídea de pequeño tamaño que prefiere el clima templado a frío, cada vez es más de hábitos terrestres, tiene una roseta basal con hojas pecioladas. Florece en cualquier momento  del año en una inflorescencia terminal, delgada, erguida, de 26 cm de largo, densamente cubierta de flores pubescentes.

## Distribución y hábitat
Se encuentra en Venezuela, Colombia, Ecuador y Perú en los bosques nublados de montaña en alturas de 1000 a 3000 metros.

## Sinónimos
- Ophrys parviflora C.Presl, Reliq. Haenk. 1: 92 (1827).
- Goodyera fertilis F.Lehm. & Kraenzl., Bot. Jahrb. Syst. 26: 498 (1899).
- Cranichis pycnantha Schltr., Repert. Spec. Nov. Regni Veg. Beih. 7: 62 (1920).
- Cranichis fertilis (F.Lehm. & Kraenzl.) Schltr., Repert. Spec. Nov. Regni Veg. Beih. 8: 115 (1921).
- Cranichis koehleri Schltr., Repert. Spec. Nov. Regni Veg. Beih. 9: 55 (1921).[2]